# Куп Србије у америчком фудбалу 2005.
Куп Србије у америчком фудбалу 2005. била је прва и једина сезона. Такмичење се играло по куп систему и Српска асоцијација америчког фудбала (СААФ) га не признаје као првенство Србије, те се и победа Вукова не рачуна као титула првака Србије.

## Клубови у сезони 2005.
У лиги је учествовало десет тимова и наступали су без опреме.
| Клуб                   | Место             |
| ---------------------- | ----------------- |
| Вукови Београд         | Београд           |
| Вајлд борси Крагујевац | Крагујевац        |
| Стидси Ниш             | Ниш               |
| Пантерси Панчево       | Панчево           |
| Сирмијум лиџонарси     | Сремска Митровица |
| Мед догси Чачак        | Чачак             |
| Дјукси Нови Сад        | Нови Сад          |
| Ројал краунси Краљево  | Краљево           |
| Аутлоси Пожаревац      | Пожаревац         |
| Блу драгонси Београд   | Београд           |

## Финале
Финална утакмица одиграна је на стадиону ФК Обилић у Београду 19. јуна 2005. године пред око 1.500 гледалаца.
| Датум         | Клуб           | Клуб                   | Резултат |
| ------------- | -------------- | ---------------------- | -------- |
| 19. јун 2005. | Вукови Београд | Вајлд борси Крагујевац | 20:7     |

| Првак Суперлиге Србије 2004. |
| ---------------------------- |
| Вукови Београд 1. титула     |